# Informàtica al núvol

Diagrama d'informàtica al núvol

La informàtica al núvol (de l'anglès cloud computing), també coneguda com a computació al núvol o serveis al núvol, és el subministrament de serveis informàtics (inclosos servidors, emmagatzematge, bases de dades, xarxes, programari, anàlisi i intel·ligència) a través d'Internet ("el núvol") mitjançant un esquema de pagament per ús.

## Introducció
Quan fem referència al núvol, estem al·ludint metafòricament a Internet. Bàsicament, la computació al núvol és un paradigma que ofereix serveis de computació a través d'Internet, als que els usuaris podem accedir des de qualsevol lloc tenint l'autorització. En aquest tipus de computació, tot el que podem trobar en un sistema informàtic s'ofereix com a servei, de manera que els usuaris puguin accedir als serveis disponibles sense tindre coneixements tècnics, ni control sobre la infraestructura de tecnologia que dona suport a aquests recursos. Per tant, podem afirmar que la informàtica al núvol és un subproducte i conseqüència de la facilitat d'accés als llocs remots de computació que ens ofereix Internet.
No hi ha dubte, que la informàtica al núvol és la forma més moderna de treballar i el futur de la computació, ja que cada dia que passa són més els serveis que podem trobar que utilitzen aquesta tecnologia, i els programaris instal·lables estan quedant obsolets. De fet, els serveis al núvol estan relacionats directament amb la reducció de costos, la disminució de vulnerabilitats, l'escalabilitat i la garantia de disponibilitat, convertint-se així en la manera més còmoda i senzilla de dur a terme tasques laborals.
Així, a causa dels potencials beneficis que aporta, el còmput al núvol s'està incorporant ràpidament tant en organitzacions públiques com privades. Nombroses companyies de distints sectors i mides, utilitzen una àmplia gamma de recursos proporcionats pel núvol com ara el suport de dades, l'email, els escriptoris virtuals, el desenvolupament de programaris, l'anàlisi de Big Data o les aplicacions web amb accés per a clients. Per exemple, els dissenyadors de videojocs fan servir aquesta nova eina per compartir les seues creacions en línia a milions d'usuaris de qualsevol part del món.
En general, els clients de la informàtica al núvol no són propietaris de la infraestructura física, sinó que paguen pel lloguer d'ús d'un proveïdor extern. Aquests consumeixen recursos com a servei i paguen només pels recursos que empren. Anàlogament, molts proveïdors de computació al núvol utilitzen com a mètode de pagament el model de les indústries de subministraments, mentre d'altres ho facturen a base de subscripcions.
La informàtica al núvol és convenient i rendible tant per als usuaris com per als proveïdors, ja que el fet de poder treballar amb aquesta nova tecnologia permet un estalvi important tant en llicències i temps d'execució com en administració de serveis i equips.

## Orígens
El començament del Cloud Computing ens remeteix a noms com el de Herb Grosh, J.C.R Licklider i John McCarthy, qui foren els pioners en utilitzar aquest concepte.
Entre les aportacions de Herb Grosh al concepte d'informàtica al núvol, destaquem les seves contínues referències a la necessitat de centralitzar tota la informació que disposem. De fet, en 1950 afirma que "les economies es podrien adaptar millor si confiaven en l'emmagatzemament de dades centralitzat, i no en equips individuals d'emmagatzemament en unitats" .
Una dècada després, mentre John McCarthy desenvolupa la seva teoria al voltant de la intel·ligència artificial, introdueix la idea del temps compartit com a resposta a la necessitat de les empreses de consultar grans quantitats d'informació des de diferents punts d'accés. Així, com que optar per l'augment d'infraestructures era un procés d'elevat cost, es comença a estudiar la manera d'integrar una CPU amb accés a múltiples usuaris. En aquest context, McCarthy suggereix la tecnologia del temps compartit com un servei públic que es pot vendre igual que l'aigua o l'electricitat. Per això, entre 1960-1970, moltes empreses van començar a proporcionar recursos compartits llogant temps i serveis de còmput.
L'any 1969, Licklider va introduir el concepte de xarxes informàtiques intergalàctiques. Tanmateix, la lentitud en la innovació tecnològica va fer que la idea de computació compartida es mantingués estancada fins als anys noranta, quan la xarxa d'Internet ja tenia prou amplada de banda per suportar el pes del núvol.
Amb la inauguració de Salesforce l'any 1999 s'inicia el concepte de Cloud Computing modern. Es tractava d'una nova idea amb què es pretenia oferir aplicacions empresarials a través d'una simple pàgina web. Aquesta fita, juntament amb la creixent demanda de grans volums de dades, va proporcionar les condicions perfectes perquè la computació al núvol prosperés. A partir d'aquest moment, s'enceten uns anys de disseny i innovació de diferents tipus de serveis al núvol, entre els que podem destacar el desenvolupament de Amazon Web Services (2002) o Google Cloud (2006).

## Beneficis
La incorporació de la informàtica al núvol en la nostra societat ha sigut ràpida i global. Així, entre els seus principals beneficis podem destacar:
- Reducció de costos: els serveis al núvol eliminen la inversió de capital que suposa adquirir el maquinari i el programari, així com configurar, executar els centres de dades (subministrament elèctric ininterromput) i mantenir els aparells electrònics.
- Agilitat i facilitat d'implementació: la majoria de les eines al núvol es proporcionen a petició de l'usuari. Llavors, amb sols un click de ratolí podem accedir a infinitat de recursos informàtics i en qüestió de minuts, dissenyar i innovar pràcticament tot allò que ens puguem imaginar.[1]
- Escalabilitat: la informàtica al núvol permet escalar els recursos de forma elàstica, ja que ofereix recursos TI (com l'amplada de banda, el processament, l'emmagatzemament...) ajustant-se a les necessitats del moment de demanda i des de la localització geogràfica òptima.[4]
- Rendiment: els recursos que la computació al núvol fica al nostre abast s'executen en una xarxa mundial de centres de dades segures. Aquestes s'actualitzen periòdicament amb el maquinari més ràpid i eficient d'última generació. En comparació amb un únic centre de dades corporatiu, destaca la menor latència de xarxa per a les aplicacions i majors economies d'escala.[1]
- Seguretat i confiança: els proveïdors de serveis al núvol no solament oferten sistemes de seguretat que protegeixen les dades i aplicacions enfront de possibles amenaces, sinó que també realitzen còpies de seguretat per poder recuperar la informació en cas de desastres.

## Models de desplegament de la informàtica núvol
El desplegament de la informàtica en el núvol, s'identifica amb quatre models segons la ubicació, la gestió i l'accessibilitat dels seus usuaris. Aquest estandard és proposat pel NIST i presensta les variants:
1. Pública: La infraestructura del servei és oferta per una empresa proveedora i és accessible al públic en general.
2. Privada: La infraestructura del servei és propietat d'una organització i només és accessible pels usuaris de forma privada i sota la seva autorització.
3. Híbrida: La infraestructura que ofereix el servei és un conjunt d'infraestructures més petites que poden ser de la mateixa o diversa naturalesa (pública o privada).
4. Comunitària: La infraestructura del servei respon a uns interessos comuns compartits per diverses organitzacions. El servei pot ser ofert des de les mateixes organitzacions o a partir d'una tercera.

## Models de serveis de la informàtica del núvol
Els models de servei accessibles per l'usuari, s'identifiquen amb tres categories d'acord a les funcions que ofereixen. S'analitzen també un seguit de beneficis i incerteses sobre els mateixos models però gestionats de manera pròpia i privada per la mateixa empresa que en fa ús i provisió del servei.
A mode d'exemple ens els diversos serveis presentats es farà servir el servei d'entorn virtual d'aprenentatge (EVA) Moodle.

### Programari com a servei (SaaS)
El Programari com a Servei (SaaS) és un model de gestió de software en el qual l'usuari pot fer ús d'un programa informàtic prescindint de la instal·lació en el seu ordenador. Aquest és el servei més estès en la informàtica del núvol, sent la capa més present i a la que tot usuari hi té accés. Els serveis més utilitzats en la informàtica del núvol són:
- Creació de documents individuals i col·laboratius.[9]
- Emmagatzematge: Compartició de fitxers, sincronització instantània de versions en fitxers entre ordinador i núvol, registre històric de modificacions.[9][10]
- Comunicació interpersonal: Trucades, videoconferències, correu electrònic, missatgeria instantània i xarxes socials.[9]
- Treball en xarxa: Web 2.0
- Creació de pàgines web
- Presentacions: Creació i distribució: diapositives, webinar, vídeos.
- Reproducció en línia (streaming): Àudio, vídeo, emissions en directe o a demanda.
- Edició de fotografia i vídeo
- Serveis de gestió d'informació: Accés a bases de dades, recopilatoris, gestió de informació personal.[10]

Exemple: L'aplicatiu de Moodle al qual té accés l'usuari final. L'usuari final accedirà al seu perfil via apliació-web o navegador. Les funcions disponibles per al perfil d'usuari i les especifiacions d'ús hauran estat definides pel seu programador en la PaaS.
Beneficis
- Accés al programa i la informació de l'usuari des de qualsevol ordinador.
- L'ordinador és tan sols la porta d'entrada al programa. Es redueixen la potencialitat de requeriments de hardware, ja que qui porta a terme els procesos principals és el computador que fa de servidor.
- Estalvi en costos i temps d'actualitzacions ja que aquestes tan sols són duts a terme en un sistema extern al de l'usuari final. L'aplicació és actualitzada en únic sistema, i tots els usuaris que en fan ús se'n beneficien.[9]
- Possibilitat d'accés a programes a discreció, ja no cal disposar d'una llicència de programa permanent.
- Facilitació en la compartició d'informació amb altres usuaris col·laboratius.
- Accés a preus molts més econòmics o gratuïts a programari amb alts costos de producció.

Incerteses
- La reducció de costos o gratuïtat en molts casos és a canvi de la venda d'informació de l'usuari a tercers per part de l'empresa suministradora.[9]
- En infraestructures de servei públiques la custòdia de la informació la perd l'usuari o corporació propietària.
- L'exposició pública a la xarxa d'informació i continguts pot facilitar el plagis i vulnerarió de la propietat intel·lectual.

### Plataforma com un servei (PaaS)
La Plataforma com un Servei (PaaS) és un model de gestió que posa a disposició de corporacions o usuaris, eines per al desenvolupament i la gestió de programari, bases de dades i anàlisi propis. Les PaaS s'allotgen en IaaS i és d'aquestes PaaS des d'on es desenvolupa el programari com a servei (SaaS). Els serveis de PaaS més utilitzats en la informàtica del núvol són:
- Gestió empresarial: Gestió de processos, Framework, bases de dades.
- Desenvolupament web: Allotjament web, anàlisi de web, serveis d'aplicació-web, gestió de portals, SOA: serveis d'arquitectura orientada al servei.
- Interacció amb usuaris: Distribució aplicacions per a dispositius, disseny d'interfícies d'usuari (UI Framework), gestió de continguts, gestió de comerç on-line, telefonia.
- Desenvolupament de programari: Desenvolupament de funcionalitats, testatge de programari i eines, implantació de serveis, programari de codi obert.
- Seguretat: Seguretat i control de fluxos, identificació.
- Emmagatzematge: Gestió de processos d'emmagatzematge, sincronització i integració de dades i fitxers.
- Altres: Serveis DNS, sistemes operatius, integració d'aplicacions, programari intermedi (Middleware).[10]

Exemple: El codi de programació de Moodle. Les institucions educatives que facin ús d'aquesta plataforma poden adaptar-la a les necessitats de la seva comunitat educativa. Els usuaris finals tindran accés a una interfície customitzada per la institució i adaptada a les necessitats del seu perfil d'usuari (docents, estudiants, PAS...). Aquesta plataforma s'emmagatzema en l'IaaS del seu proveïdor de serveis.
Beneficis
- Creació d'aplicatius d'acord a leș necessitats de cada institunció que en faci ús.
- Estalvi en els costos i temps de programació per l'ús de codis ja desenvolupats i testats.[11]
- Major desenvolupament dels sistemes de seguretat i control de les aplicacions, disminució del risc de vulneracions.[11]

Incerteses
- Les propostes de programació estan limitades als estàndards de plataforma.

### Infraestructura com un servei (IaaS)
La infraestructura com un servei (IaaS) és el model de gestió de Hardware de la informàtica del núvol. En aquesta categoria s'inclouen els espais d'emmagatzematge, servidors i gestió de xarxa. Grans corporacions alienes al sector de la tecnologia disposen de sistemes d'IaaS propis i privats alienes al núvol, que ja permenten l'ús habitual, però en ocasions esporàdiques, en funció de les seves necessitats puntuals, poden auxiliar-se dels serveis oferts per corporacions externes proveïdores d'IaaS. Els serveis de IaaS més utilitzats en la informàtica del núvol són:
- Gestió de serveis: Automatització de serveis de proveïment, monitorització de serveis, confirguració de sistemes.
- Màquina virtual.[10][12]
- Proveïment de serveis computacionals.[8]
- Seguretat: Sistemes de protecció d'amenaces (UTM), anàlisi i compliment de sistemes de seguretat.[10]
- Emmagatzematge: Xarxa de lliurament de continguts (CDN), còpia de seguretat (Backup), espais d'emmagatzematge primari i secundari.[10]
- Comunicació: Regulació de processos de càrrega-descàrrega, encaminament de xarxes (routing), serveis de missatgeria virtual, gestió de xarxes VLAN, Tallafoc (Firewall).[10]

Exemple: Les instal·lacions d'un proveïdor de serveis de la plataforma Moodle. En aquest espai s'inclouen els ordinadors servidors de tot el servei, els disc durs d'emmagatzematge de la informació de corporacions contractats i usuaris finals, i sistemes de gestió i seguretat de la xarxa per garantir un flux fluid i seur de la informació.
Beneficis
- Accés a computadores de potència, rendiment i emmagatzematge superiors a les accessibles en un entorn físic.
- Adaptabilitat i optimització de hardware a les necessitats de demanda puntual.[9]
- Disminució de la superfície local requerida per al desplegament de sistemes informàtics.[9]
- Implementació major de sistemes de seguretat i alertes.

Incerteses
- En cas d'incidència o avaria, l'usuari no té control sobre la seva gestió.
- Bulneravilitat de l'usuari en cas de tancament sobtat o fallida de l'empresa subministradora del servei.

## Eines i plataformes dedicades a la docència
Un dels àmbits d'aplicació on la informàtica del núvol està agafant més reconeixement és la docència. A continuació, s' analitzen les plataformes de Cloud Learning existents més populars en l'actualitat:
- Google Classroom és un SaaS educatiu gratuït desenvolupat per Google. Forma part del paquet de G Suite for Education, que inclou Documents de Google, Gmail i Google Calendar. Entre les seves funcions està la simplificació en la distribució de tasques i l'avaluació de continguts. El servei permet la creació d'aules virtuals dins d'una mateixa institució educativa, facilitant el treball entre els membres de la comunitat acadèmica. Google Classroom serveix com a vincle de comunicació entre professors, famílies i alumnes.
- Udemy és un repositori massiu de cursos en línia, centrat en l'àmbit dels negocis, les finances, la productivitat d'oficina, desenvolupament personal, disseny, màrqueting, fotografia, salut, música i ensenyament i acadèmics. L'aparença dels cursos de Udemy pot variar, ja que les conferències poden incloure elements d'àudio, vídeo i text, així com qüestionaris (encara que no tots aquests elements són necessaris). Cada curs és creat i administrat per l'instructor. No obstant això, els estudiants poden obtenir una vista prèvia dels cursos per a assegurar-se que compleixen amb les seves expectatives.[13]
- Skillshare ofereix cursos basats en el vídeo en àrees com l'animació, el disseny, la il·lustració, l'estil de vida, la fotografia, el cinema, els negocis i l'escriptura. Els cursos de Skillshare estan dissenyats i ensenyats per destacats artistes, escriptors i altres creatius. En general, consisteixen en una sèrie de lliçons breus en vídeo, i molts dels cursos es completen en una hora o menys. Dit això, també hi ha exercicis i indicacions «assignats» que poden fer-se per a millorar l'experiència i practicar l'aprenentatge. Es poden compartir també projectes basats en les lliçons amb altres usuaris del curs. Atès que és una plataforma basada en filiació, és possible accedir a tots els cursos del lloc.[13]
- Coursera és una plataforma d'aprenentatge en línia que ofereix accés a cursos acadèmics massius MOOC, que són d'accés gratuit i un cop finalitzats, permeten l'obtenció d'un certificat universitari, previ pagament pel reconeixement. Els continguts són amplis, incloent temes dels àmbits de les arts i humanitats, les matemàtiques i la lògica, la informàtica, idiomes i d'altres. A Coursera s'ofereixen més de 4,000 cursos, de més de 200 universitats i corporacions, incloses Yale, Google i la Universitat de Pennsylvania. Hi ha diversos tipus de cursos i programes oferts: cursos regulars, especialitzacions, certificats professionals, certificats de seguiment mestre i graus d'universitats.[13]
- WizIQ és una eina de referència per a la realització de seminaris web en viu i sota demanda. Està equipat amb suficients provisions com a diapositives, eines per a compartir escriptori, àudio, vídeo, etc. WizIQ és molt comú entre els creadors de contingut de cursos acadèmics.[13]
- Thinkific és una plataforma amb un conjunt robust de característiques fàcils d'usar, eines de màrqueting per correu electrònic, integració del lloc de filiació per a les seves lliçons. La plataforma permet la creació, exposició i venda de cursos en línia.[13]
- Kajabi és un creador de cursos de gran potència per a cursos en profunditat. Compta amb potents temes del lloc del curs, automatització robusta de màrqueting per correu electrònic, vendes addicionals i productes digitals, un pagament personalitzable i funcionalitat de blog. On Kajabi realment sobresurt és en les seves eines d'automatització de màrqueting. Pots segmentar als usuaris en la teva llista, enviar correus electrònics en determinats moments en funció d'activadors avançats i enviar missatges de marca professional.[13]

## El futur del núvol
Els experts, de cara al futur del núvol, posen la mirada en un concepte conegut com MultiCloud. La idea d’aquest concepte és utilitzar diferents serveis al núvol de forma coordinada. Es tractaria d’una combinació entre entorns públics i privats, aprofitant així els serveis de distints proveedors. Però aquest nou concepte no serà l’unic que prendrà protagonisme en els anys vinents. El Global Data apareix amb força per intentar establir una estructura que elimini les restriccions regionals de qualsevol tipus per garantir l’accés a tots els núvols, i poder moure les dades d’un núvol a un altre sense problemes.
Una de les altres branques que es desenvoluparan en el futur formant part del núvol serà la disciplina de la intel·ligència artificial. Per a fer-ho, el núvol es situara com a l'escenari on tindrà lloc l’aprenentatge automàtic que les aplicacions han de realitzar per trobar els mecanismes d’execució més eficients i aprendre les funcions que han de realitzar de forma òptima. Així mateix, el núvol serà la base sobre la qual s'emmagatzemaran les xarxes neuronals artificials que requereix aquesta tecnologia per poder resoldre les complexes situacions a les que intenta donar resposta.

### L’impacte de l’Internet de les coses en el núvol
Segons les prediccions dels experts, en 2021, els dispositius que formaran part del conjunt d’aparells que s'inclou en l'IoT (Internet of Things) superaran la xifra dels 25.000 milions. Conseqüentment, és fonamental destinar recursos a trobar el mode de desenvolupar sistemes d’emmagatzematge de dades que permetin una extracció de dades eficient. I és en aquesta part on la computació al núvol ens pot ajudar, atès que disposar de servidors físics suposa unes despeses desmesurades. Cal preparar els dispositius IoT per que puguen relacionar-se i coordinar-se al núvol, facilitant així la transmissió de dades i aconseguir augmentar la velocitat de consulta de les mateixes.
D’altra banda, la seguretat és un dels aspectes on el núvol i l’IoT encara tenen més deures pendents. Assegurar la privacitat i protecció dels individus alhora que tractem d’incorporar a la vida quotidiana (professional i familiar) dispositius connectats a la xarxa permanentment, és una tasca ben complexa que encara cal millorar per frenar els ciberdelinqüents.

## Edge Computing
De forma paral·lela a la computació al núvol, trobem l'Edge Computing o computació perimetral, una forma d'apropar el núvol als nostres dispositius evitant traslladar el conjunt massiu de dades al centre d'emmagatzematge. Aquesta branca de la computació naix, sobretot, de la necessitat de reduir la latència dels dispositius connectats a la xarxa.
Alguns dels beneficis que ofereix la computació perimetral són:
- Una velocitat de resposta més ràpida, atès que el processament de dades es duu a terme en el dispositiu.
- Solament s'envien al núvol les dades que, per algun motiu concret, cal emmagatzemar allí.
- Disminueix l'ús i les necessitats de l'ample de banda.
- Augment de l'eficiència general del funcionament dels dispositius, ja que es redueix el consum i la càrrega de xarxa.
- Augment de la seguretat.
- Davant una violació de la seguretat en el núvol, es fiquen en risc menys dades.

Els experts estan d'acord que el Cloud Computing i l'Edge Computing conviuran durant molt de temps i que, mentres el primer destaca per la seua capacitat i facilitat d'ús, el segon es destinarà per a totes aquelles operacions que requerisquen d'una latència mínima.